# Sahab
Sahab (arab. ‏سحاب‎) – miasto w Jordanii (muhafaza Amman), położone 16 kilometrów od stolicy Amman.

## Populacja
W 2015 roku w miejscowości Sahab mieszkało 169 434 mieszkańców.